# Maurerrosette
Den Algorithmus und das Konzept einer Maurerrosette hat Peter M. Maurer in seinem Artikel A Rose is a Rose... eingeführt. Eine Maurerrosette wird durch Verbinden von Punkten auf einer Rosette erzeugt.

Eine Maurerrosette mit n = 7 und d = 29

## Definition
Beschreibt r = sin(nθ) eine Rosette in Polarkoordinaten, wobei n eine natürliche Zahl ist, so hat diese n Blätter, wenn n ungerade ist, und 2n Blätter, wenn n gerade ist.
Wir wählen 361 Punkte auf der Rosette:
(sin(nk), k) (k = 0, d, 2d, 3d, ..., 360d),
wobei d wieder eine natürliche Zahl ist und die Winkel in Grad und nicht in Radiant angegeben werden.

## Erklärung
Eine Maurerrosette besteht aus 360 Strecken, welche die 361 gewählten Punkte auf der Rosette r = sin(nθ) nacheinander verbinden. Sie ist somit ein Streckenzug mit Ecken auf einer Rosette.
Eine Maurerrosette kann als geschlossener Weg in der Ebene beschrieben werden: Ein Wanderer startet am Ursprung (0, 0) und läuft dann zu dem Punkt (sin(nd), d). Im zweiten Teil seiner Reise visiert der Wanderer den nächsten Punkt (sin(n·2d), 2d) an und läuft in gerader Linie darauf zu und so weiter. Im letzten Teil seiner Reise läuft der Wanderer auf der Strecke von (sin(n·359d), 359d) zum Endpunkt (sin(n·360d), 360d). Der ganze Weg bildet die Maurerrosette basierend auf der Rosette r = sin(nθ). Eine Maurerrosette ist stets eine geschlossene Kurve, da der Startpunkt (0, 0) und der Endpunkt (sin(n·360d), 360d) übereinstimmen.

## Bilder
Das folgende Bild zeigt die Entwicklung einer Maurerrosette mit n = 2 und d = 29°.
Einige Maurerrosetten als Beispiele.

## Referenzen
- Peter M. Maurer: A Rose is a Rose... In: The American Mathematical Monthly. 94. Jahrgang, Nr. 7, August 1987, S. 631–645, doi:10.2307/2322215, JSTOR:2322215 (englisch).
- Episode 517 der Serie numb3rs behandelt Maurerrosetten: http://numb3rs.wolfram.com/517/ (englisch)